# Nailja Achnjafowna Kirejewa
Nailja Achnjafowna Kirejewa (russisch Наиля Ахняфовна Киреева; * 10. November 1948 in Ufa; † 25. November 2012 ebenda) war eine sowjetische bzw. russische Mikrobiologin und Hochschullehrerin.

## Leben
Kirejewa, Tochter des baschkirischen Schriftstellers und Folkloristen Kirei Mergen und der Kinderärztin Magafira Kirejewa und Enkelin des Dichters und Sessens Nurmuchammet Jumrani, studierte nach dem Mittelschulabschluss 1966 mit Goldmedaille an der Baschkirischen Staatlichen Universität (BaschGU) in Ufa in der Biologie-Fakultät mit Abschluss 1971. Darauf arbeitete sie im Biologie-Institut.
Nach der Aspirantur am Lehrstuhl für Mikrobiologie der Universität Kasan verteidigte Kirejewa 1977 ihre Dissertation über natürliche Inhibitor-Nukleasen des Bakteriums Serratia marcescens mit Erfolg für die Promotion zur Kandidatin der biologischen Wissenschaften.
Ab 1977 lehrte Kirejewa an der BaschGU (seit 1992 BGU der Republik Baschkortostan) am Lehrstuhl für Biochemie und Biotechnologie, dessen Professorin sie schließlich wurde. Ihr Forschungsschwerpunkt war der mikrobiologische Abbau von Erdölprodukten, Pestiziden und anderen Verschmutzern in der natürlichen Umwelt. Sie entwickelte biotechnologische Methoden für die Sanierung erdölverschmutzter Böden und Gewässer. Sie definierte Kennzahlen und Prüfsysteme für die Registrierung der Umwelt-Erdölverschmutzung. 1996 verteidigte sie am St. Petersburger Technologie-Institut ihre Doktor-Dissertation über mikrobiologische Prozesse in erdölverschmutzten Böden mit Erfolg für die Promotion zur Doktorin der biologischen Wissenschaften.

## Ehrungen, Preise
- Ehrenarbeiterin der Höheren Berufsbildung der Russischen Föderation (2004)[2]
- Verdiente Wissenschaftlerin der Republik Baschkortostan (2006)[2]